# Estação Fort d'Aubervilliers
Fort d'Aubervilliers é uma estação da linha 7 do Metrô de Paris, localizada na comuna de Aubervilliers, no cruzamento da avenue Jean-Jaurès, da avenue de la Division - Leclerc e da rue Danielle - Casanova.

## História
A estação, situada sob a RN 2 (denominada "avenue Jean-Jaurès" neste local), no limite das comunas de Aubervilliers, Bobigny e Pantin, foi aberta em 4 de outubro de 1979 como parte da extensão da linha 7 ao nordeste de Paris, a partir de Porte de la Villette. Ela leva o nome do antigo Fort d'Aubervilliers, uma fortificação construída em 1843.
Em 2011, 3 455 421 passageiros foram contados nesta estação. Ela viu entrar 3 927 340 passageiros em 2013, o que a coloca na 126ª posição das estações de metrô por sua frequência.

## Serviços aos passageiros

### Acessos
A estação tem quatro acessos incluindo dois na estação de ônibus e dois em frente aos números 170 e 213 da avenue Jean-Jaurès.

### Plataformas

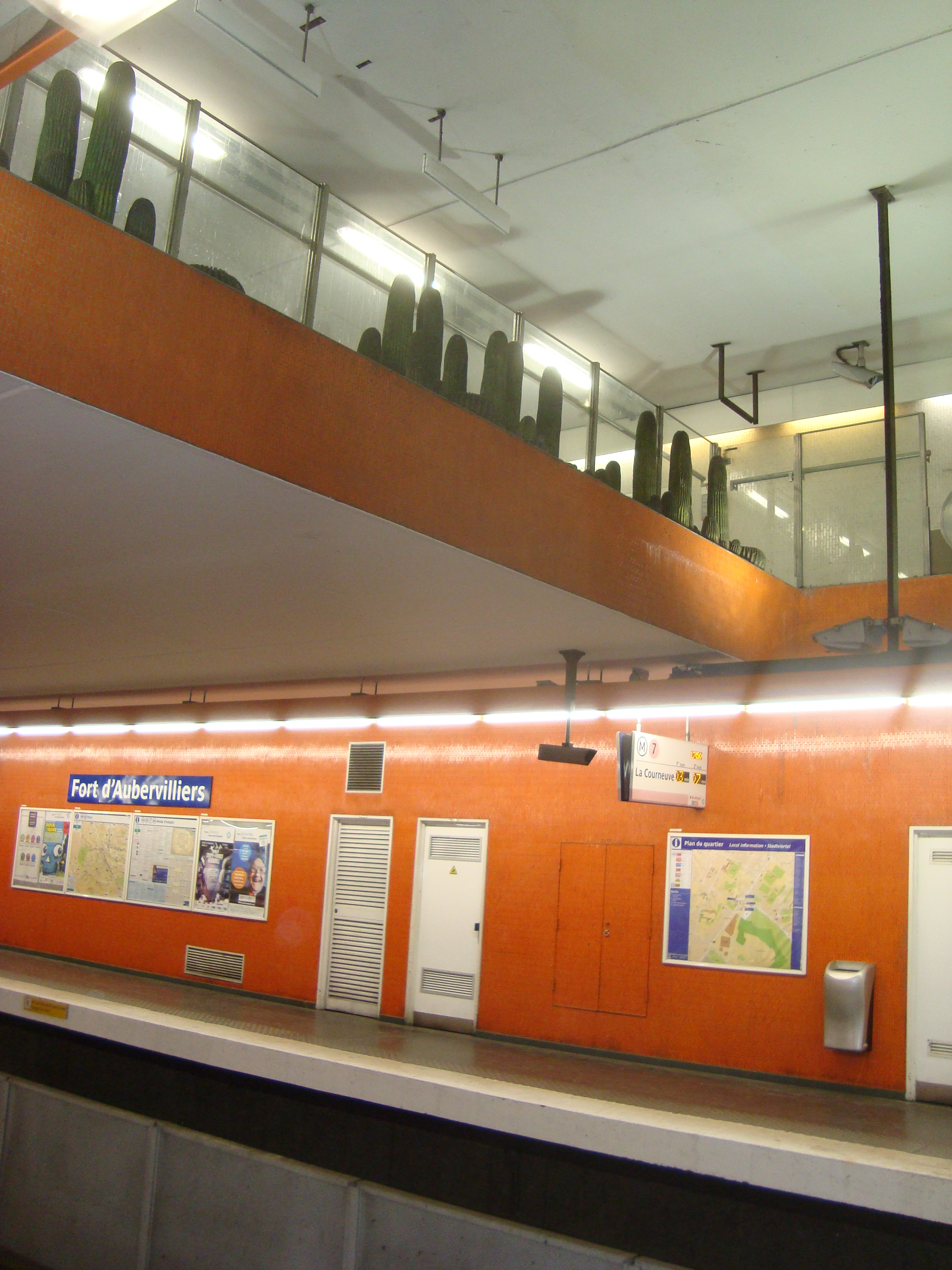
Vista do mezanino com vista para as vias

### Intermodalidade
A estação é servida pelas linhas 134, 152, 173, 234, 248, 250 e 330 da rede de ônibus RATP, assim como pela linha 609 da rede TRA aos domingos e feriados. À noite, a estação é servida pela linha N42 do Noctilien.

## Projeto
Eventualmente, a estação também poderá ser servida pela linha 15 do metrô. A arquitetura da estação é confiada a Grimshaw Architects.

## Pontos turísticos
- Forte de Aubervilliers
- Cemitério Parisiense de Pantin